# Grevillea speciosa
Grevillea speciosa är en tvåhjärtbladig växtart. Grevillea speciosa ingår i släktet Grevillea och familjen Proteaceae.

## Underarter
Arten delas in i följande underarter:
- G. s. dimorpha
- G. s. oleoides
- G. s. speciosa